# NGC 1862
NGC 1862 (również ESO 85-SC51) – gromada otwarta, znajdująca się w gwiazdozbiorze Złotej Ryby. Należy do Wielkiego Obłoku Magellana. Odkrył ją John Herschel 31 stycznia 1835 roku.